# Egesina fuchsi
Egesina fuchsi là một loài bọ cánh cứng trong họ Cerambycidae.